# Ifjúsági Konzervatív Unió
Az Ifjúsági Konzervatív Unió (röviden IQ) egy magyarországi ifjúsági politikai szervezet, mely a Magyar Demokrata Fórum (MDF) ifjúsági társszervezeteként jött létre 2009 elején. Célja az MDF és a magyar közélet megújítása.

## Története
Az Ifjúsági Demokrata Fórum (IDF) 2008. december 13-ai rendes tisztújítása után tagjainak egy része Ifjúsági Konzervatív Unió néven új szervezetet hozott létre 2009. január 3-án. A lépés hátterében a Magyar Demokrata Fórum és ifjúsági szervezete, az Ifjúsági Demokrata Fórum közti viszony megromlása áll. A helyzet az IDF egykori elnökének és az MDF egykori alelnökének, Almássy Kornélnak az MDF elnöki székéért való indulásakor mérgesedett el.
A Ifjúsági Konzervatív Unió megalakításával az MDF véleménye szerint új ifjúsági szervezete alakult, az IDF szerint viszont ehhez a következő Országos Gyűlésnek módosítania kellene a Magyar Demokrata Fórum Alapszabályát, mert a szerint az IDF a párt egyetlen ifjúsági szervezete.